# Corrida de toros, Fallas 86 Valencia
Corrida de toros, Fallas 86 Valencia est une lithographie exécutée sur papier par Eduardo Arroyo en 1985 pour le cartel des corridas des Fallas de Valence (Espagne) de 1986.

## Contexte
Ayant quitté l'Espagne franquiste en 1958 Eduardo Arroyo s'est installé à Paris où il est devenu un des plus actifs représentants de la Nouvelle figuration. Dans les années 1962-1964, il a réalisé un grand nombre de portraits parmi lesquels des interprétations de toreros : Cara Ancha, Bocanegra, Portrait double de Bocanegra, ainsi que, en 1973, le portrait de Aldo Mondino en costume de torero avec une montera formée d'un casque d'aviateur ou de motocycliste.  
Il retourne néanmoins en Espagne dès le décès de Francisco Franco et il produit un ensemble de peintures pour célébrer son retour au pays : Heureux qui comme Ulysse...
Il y est un artiste reconnu. Ses toiles sont exposées au Musée Reina Sofía de Madrid, et en France au Centre Pompidou de Paris.

## Les affiches de corridas
Plusieurs affiches de corrida lui ont été commandées en Espagne, notamment à Valence (Espagne) en 1985, et à Madrid pour la Corrida de la bienfaisance en 1987. Celle de Valence est d'autant plus intéressante que l'artiste a calligraphié de sa main le titre : Corridas de Toros Fallas 86 Valencia. Rédigée en capitales, on remarque dans l'inscription que seulement deux A comportent une barre transversale. Les autres sont dessinés comme des V à l'envers. Le sujet est un énorme taureau presque informe, couvrant les trois quarts de la lithographie, dont seulement les cornes et un œil énorme apparaissent.  La reproduction de cette œuvre occupe deux pages dans l'ouvrage de Alvaro Martinez Novillo : p. 220-221. L'œuvre originale appartient à un collectionneur privé français.